# Viktor Fischer
Viktor Gorridsen Fischer (Aarhus, 9 de junio de 1994) es un exfutbolista danés que jugaba como delantero. Fue internacional con la selección de Dinamarca, tanto en categorías inferiores como con la absoluta.

## Trayectoria
Después de jugar en las categorías inferiores de Lyseng IF. Entonces decidió en 2004 pasar a AGF y más tarde FC Midtjylland en su país natal, Dinamarca, Viktor Fischer se unió a la juventud del AFC Ajax , donde jugó para la selección A1 en su primer año con el equipo de Ámsterdam, después de haber firmado un contrato de 3 años, que le vincula al club hasta el 30 de junio de 2014. Se había despertado el interés de otros clubes, así como el Chelsea , el Inter de Milán , Manchester City y Manchester United , debido a su actuación en Dinamarca en la Copa Mundial Sub-17.

### AFC Ajax
Fischer hizo su debut con el equipo Ajax por primera vez en la pre-temporada 2012-13, en la victoria contra el SV Huizen, derrotando al lado Huizen 1-3 y anotó su primer gol en el minuto 63. Hizo su  debut en Eredivisie el 20 de octubre de 2012 como sustituto en el minuto 84 de un partido contra el Heracles Almelo , que terminó en un empate 3-3.  Él anotó su primer gol en una temporada regular para el Ajax en 31 de octubre de 2012 de iniciar el partido contra ONS Sneek en la Copa KNVB al hacer el 1-0 a los 74 minutos en la victoria por 2-0.  Su debut en la Liga de Campeones fue en el partido del Grupo D de la UEFA Champions League 2012-13 , el 6 de noviembre de 2012, en un partido fuera de casa contra el Manchester City , que terminó en empate 2-2, entrando como un sustituto al minuto '87 por Christian Poulsen , haciendo su debut continental en la máxima categoría a la tierna edad de 18 años.  La comenzó en la Copa de Holanda partido contra el ONS Sneek , y la Supercopa holandesa en el partido contra el PSV , Fischer jugó en la alineación titular del Ajax en la Eredivisie por primera vez el 11 de noviembre de 2012, contra el PEC Zwolle , marcando dos goles y ayudando  a una victoria a domicilio 2-4. 
El 20 de enero de 2013, Viktor Fischer jugó en su primer partido contra el eterno rival, Feyenoord de Róterdam ,  se ganó el Jugador del Partido premio tras marcar los dos primeros goles en la primera mitad del partido. Su primer gol en el minuto 7 vio Viktor atacar por la izquierda, y el goteo pasado el último defensor y el portero para anotar en la portería vacía, mientras que su segundo gol a los 40 minutos llegó desde el lado derecho de el arco, después  le arrebató el balón a defensor Joris Mathijsen del Feyenoord y volea que en el fondo de la red, el Ajax se fue al descanso arriba por dos goles. Fue sustituido en el 61 'minuto por Ryan Babel ,  el partido termina 3-0 a favor de los de Ámsterdam , en lo que sería el club 50a victoria todo el tiempo sobre el Feyenoord en casa en Eredivisie historia.

### Mainz 05
El conjunto alemán adquirió al jugador danés por la cantidad de 3 millones de euros, el futbolista firmó procedente del Middlesbrough Football Club, equipo en el que apenas tuvo oportunidades.

## Clubes
| Club                   | País         | Año       |
| ---------------------- | ------------ | --------- |
| A. F. C. Ajax          | Países Bajos | 2012-2016 |
| Middlesbrough F. C.    | Inglaterra   | 2016-2017 |
| 1. FSV Maguncia 05     | Alemania     | 2017-2018 |
| F. C. Copenhague       | Dinamarca    | 2018-2021 |
| Royal Antwerp F. C.    | Bélgica      | 2021-2023 |
| AIK Estocolmo (cedido) | Suecia       | 2023      |

## Palmarés

### Títulos nacionales
| Título                        | Club             | País         | Año  |
| ----------------------------- | ---------------- | ------------ | ---- |
| Eredivisie                    | A. F. C. Ajax    | Países Bajos | 2013 |
| Supercopa de los Países Bajos | A. F. C. Ajax    | Países Bajos | 2013 |
| Eredivisie                    | A. F. C. Ajax    | Países Bajos | 2014 |
| Superliga de Dinamarca        | F. C. Copenhague | Dinamarca    | 2019 |